# Горянський Павло Єрофійович
Горянський Павло Ієрофійович (15 січня (27 січня) 1878, Кримки, Звенигородський повіт, Київська губернія — 10 січня 1935, Київ) — педагог, громадський діяч, публіцист, засновник і голова Ялтинської Громади Українців, голова Малої Ради українців Криму.

## Дитинство та освіта
Народився в родині парафіяльного священика Ієрофія Пилиповича Горянського та його дружини Марії Василіївни. Середню освіту отримав у Києві, а вищу в Дерптському університеті (нині Тарту, Естонія).

## Діяльність до революції
Як літератор дебютував на початку 1900-х рр. українськими перекладами оповідань А. Чехова «Неспокійний гість», «Сопілка», «Горе», «Хочеться спати» (опубліковані у львівському часописі «Діло» та чернівецькій газеті «Буковина»).
Після отримання диплома кандидата історії з лютого по червень 1903 р. працює в Києві секретарем журналу «Киевская Старина».
Далі він викладає переважно в комерційних школах, російську мову і письменство, історію, географію у Катеринославі (1903—1907 рр.), Умані (1907—1914 рр.), Ялті (1914—1924 рр.). Паралельно бере участь в українському громадському та культурному житті, займається журналістикою. «Протягом 1910 року інтенсивно працював в Уманській газеті „Голос Провинции“, де завів відділ „Україніка“ і (…) друкував свої літературно-критичні та публіцистичні статті, літературні характеристики, рецензії».
1911 р. П. Горянський подорожує за кордоном. Під враженням мандрів по Італії захопився вивченням історії мистецтва античності та Ренесансу. У 1914 р. у зв'язку із захворюванням на туберкульоз виїхав до Ялти, де почав вчителювати у комерційній школі.

## На чолі української громади Криму
1917 р. Павло Горянський занурюється у вир громадського і політичного життя. Він стає засновником та головою Ялтинської Громади Українців, активно читає лекції з історії та української літератури.
Очолив рух кримських українців у 1919 р. У серпні 1919 року в Севастополі на з'їзді українських громадських організацій Криму було ухвалене рішення для «обстоювання права української людності перед Кримською Владою і проведення широкої організаційної, просвітньої і економічної діяльності серед українців Криму» надати Малій Раді (виконавчому комітету) Крайової Української Ради  Криму права Українського консульства, а голову Малої Ради П. Горянського визнати консулом УНР в Криму.
З'їзд не мав повноважень для вирішення дипломатичних питань, а тому П. Горянський звертається через голову надзвичайної Дипломатичної місії УНР на Кавказі І. Г. Красковського до МЗС УНР про надання «Малій Раді прав Консульства або про заснування в Криму представництва українського уряду».
Із документів Дипмісії УНР на Кавказі відомо, що П. Горянському було доручено «взяти на себе захист українців на правах Консула».

## Родина
Одружений з Марією Дмитрівною Сікорською.

## Робота в радянському Криму
Після захоплення Криму більшовиками у 1920 р. П. Горянський вчителював в Ялті на курсах у кримськотатарській школі, працював над ліквідацією неписьменності при Тубінституті. У червні 1924 р. обійняв посаду бібліотекара Ялтинської центральної бібліотеки і водночас почав активно студіювати нові технології бібліотечної справи. У жовтні того ж року його запросили впорядковувати бібліотеку Музею краєзнавства і викладати бібліотекознавство учням однієї із шкіл.

## Робота у бібліотеці АН УРСР
З 1926 року в Києві — старший працівник бібліотеки АН УРСР. Того року вийшла друком його стаття про С. Руданського.
Павло Горянський помер 10 січня 1935 року в Києві, похований на Лук'янівському цвинтарі.

## Вшанування пам'яті
1 жовтня 2022 року на території Державного історико-меморіального Лук'янівського заповідника в Києві урочисто відкрили пам'ятник на могилі Павла Горянського. Освятив монумент Архієпископ Вишгородський, вікарій Київської єпархії ПЦУ Агапіт (Гуменюк). Ініціювала встановлення пам'ятника Крайова Рада Українців Криму.
У місті Київ є сквер Павла Горянського. 

## Твори
Горянський, П. Біля могили С. Руданського та спомини Ю.П. Ф'єрфора // Зап. іст.-філол. від. ВУАН. – К., 1926. – Кн. 7/8. – С. 404-407.